# براد بيل
براد بيل (بالإنجليزية: Brad Bell)‏ هو لاعب غولف أمريكي، ولد في 1 سبتمبر 1961 في ساكرامنتو في الولايات المتحدة.

## وصلات خارجية
- براد بيل على موقع رابطة لاعبي الغولف المحترفين (الإنجليزية)
- براد بيل على موقع رابطة أوروبا للاعبي الغولف المحترفين (الإنجليزية)